# Guilherme Arruda
Guilherme Arruda (Campinas, 23 de fevereiro de 1976) é um apresentador brasileiro. Apresentou os programas Band Esporte Clube, ao lado de Luize Altenhofen, na Rede Bandeirantes, e Olha Você, no SBT, ao lado de Izabella Camargo, Roberta Peporine, Ellen Jabour e Eloy Nunes. Atualmente apresenta o programa Discovery Zoom ao lado de Camila Biondan no canal pago Discovery Channel.

## Carreira
Formado em Publicidade e Propaganda pela PUC de Campinas, o apresentador já foi executivo de empresas e trabalhou como modelo no exterior. Em 2002, participou de um concurso do canal por assinatura AXN e passou a apresentar programas e vinhetas da emissora.
No Band Esporte Clube, além dos esportes radicais que esteve acostumado a praticar como o paraquedismo, por exemplo, Guilherme falava também de futebol e outros esportes convencionais. No carnaval de 2008, estava em Salvador para o Band Folia, quando foi chamado por Ivete Sangalo para o seu trio elétrico (a cantora causou furor na mídia ao beijá-lo). Durante o seu tempo na Band também foi cobrir as Olimpíadas em Pequim.
Em Outubro de 2008 foi demitido da TV Bandeirantes, que alegou contenção de gastos. Logo depois, foi contratado pelo SBT para participar do novo formato do programa Olha Você, ao lado de Eloy Nunes, Roberta Peporine, Izabella Camargo e Ellen Jabour.
Apresentou ainda o programa Mudar Faz Bem, no Discovery Home & Health, além de fazer reportagens para o Programa da Tarde.

## Vida pessoal
Em São Paulo desde 1995, sempre teve sua vida ligada ao esporte de alguma maneira. Triatleta disciplinado, chega a treinar várias horas por dia e toma parte em maratonas e provas de triatlon com frequência, tendo participado do Ironman, maior competição desse tipo.
O apresentador é casado com a jornalista Patrícia Maldonado desde 2012, com quem tem duas filhas, Nina e Maitê. Em 2016, se mudou junto com a família para os Estados Unidos.